# Свадьба Джеффа Безоса и Лорен Санчес

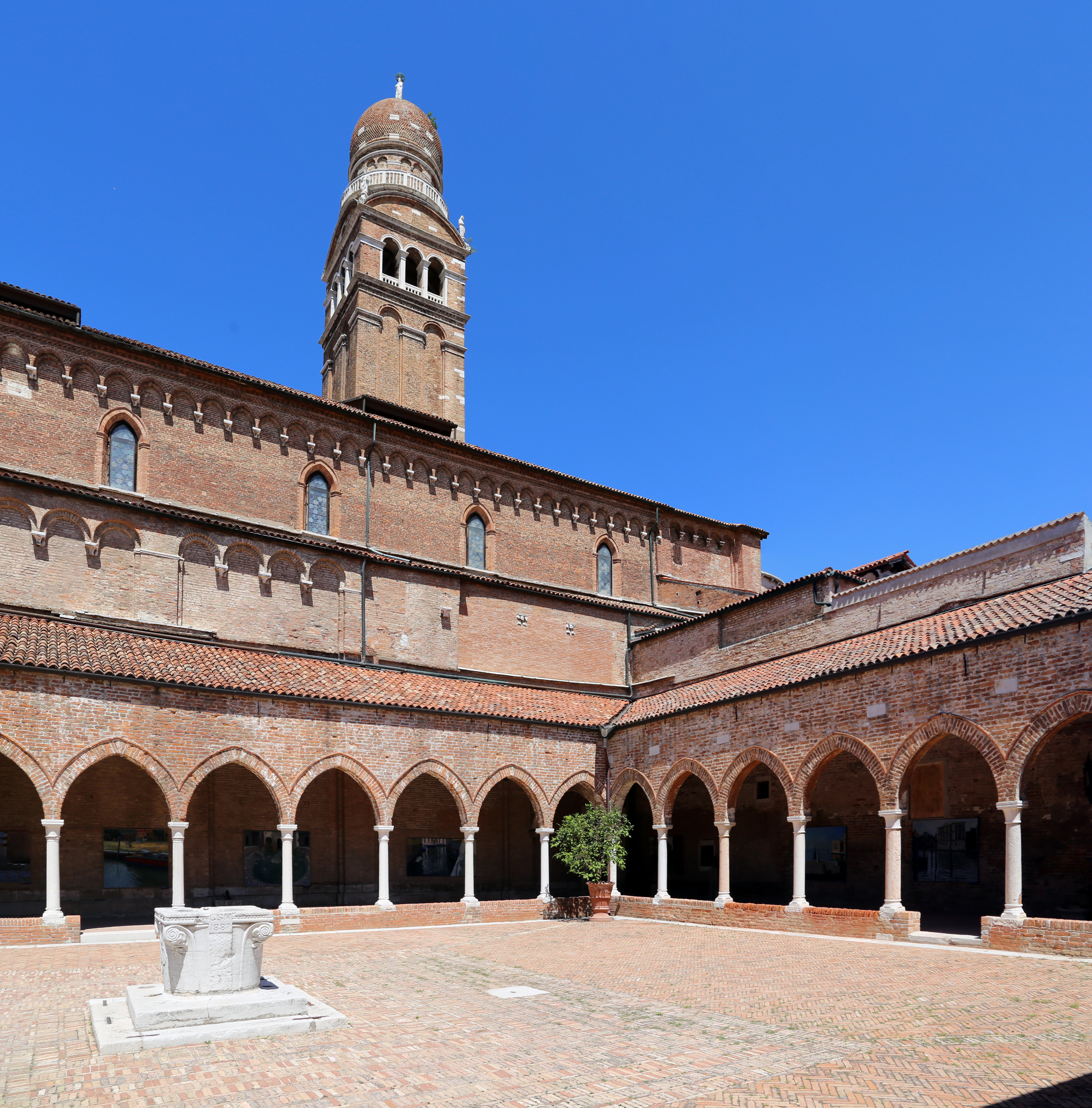
Церковь, где прошло венчание

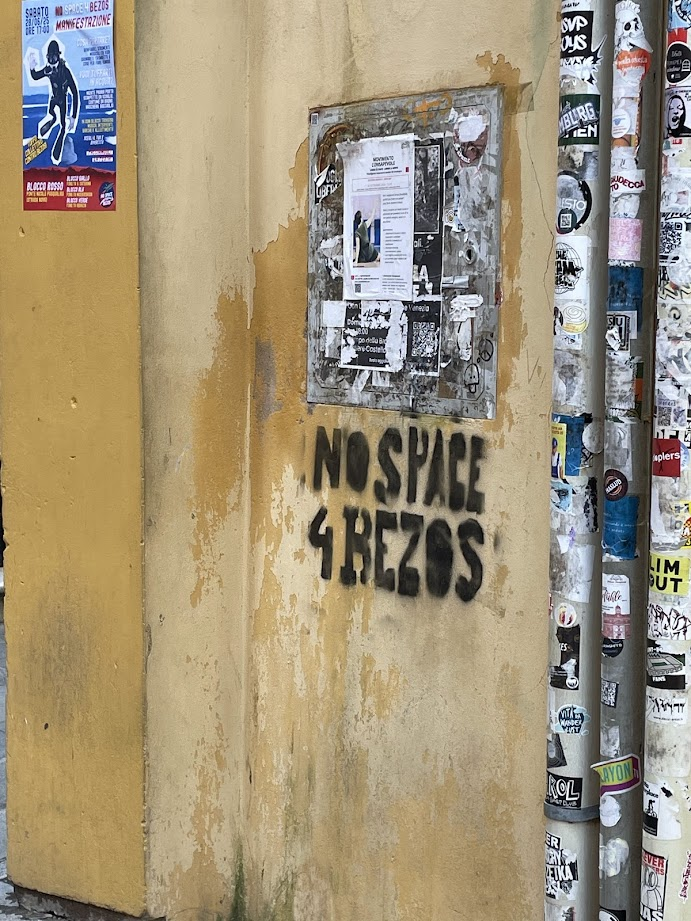
Уличные граффити против Безоса

Американский предприниматель, один из богатейших людей мира Джефф Безос (род. 1964) и американская тележурналистка Лорен Санчес (род. 1969) обручились ещё в 2023 году. Однако их свадьба состоялась только летом 2025 года в Венеции (Италия). Торжества длились три дня с 26 по 28 июня. Затем новобрачные отправились в свадебное путешествие на собственной яхте за 500 миллионов долларов.
С 26 июня некоторые районы города были закрыты для передвижения туристов и местных жителей (остров Сан-Джорджо-Маджоре, каналы вокруг церкви Мадонна-дель-Орто и верфи Арсенала). В городе были введены повышенные меры безопасности, появилось много полиции. Для охраны молодожёнов и их гостей были привлечены военные и даже снайперы.
Церемония бракосочетания прошла на острове Сан-Джорджо-Маджоре, напротив площади Святого Марка. Первый день свадьбы завершился вечером 26 июня в Каннареджо, в церкви Мадонна-дель-Орто. Приём по поводу бракосочетания Безос и Санчес перенесли на фоне протестов в менее посещаемый район города неподалеку от Арсенала. На свадебных торжествах присутствовало около 250 гостей, среди которых называются предприниматель Билл Гейтс, дочь президента США Иванка Трамп, музыканты и актёры Барбра Стрейзанд, Элтон Джон, Мик Джаггер, Леонардо Ди Каприо, Орландо Блум, Леди Гага, телеведущая Опра Уинфри.  
Безос, состояние которого оценивается в 220 млрд долларов, пожертвовал два миллиона евро различным учреждениям Венеции, а гостей призвал вместо подарков жертвовать деньги на реконструкцию города. В то время как одни жители Венеции благодарят Безоса за его поддержку исторического наследия города, другие выступают против его приезда сюда. Примерно за две недели до события местные активисты начали протестовать против мероприятия. Несколько местных организаций объединились в движение No Space for Bezos («Нет места для Безоса»). Противники роскошной свадьбы возмущены «набегом» богатых гостей и прессы на город — «места, являющиеся открытыми для всех, были просто сданы в аренду»; в сторону мэра Венеции Луиджи Бруньяро раздавались обвинения в «продаже» города. Кроме того, активисты обвиняют миллиардера в бессмысленных, по их мнению, тратах с лозунгом «На эти деньги можно было бы восстановить Газу».